# Casal de Catalunya en Buenos Aires

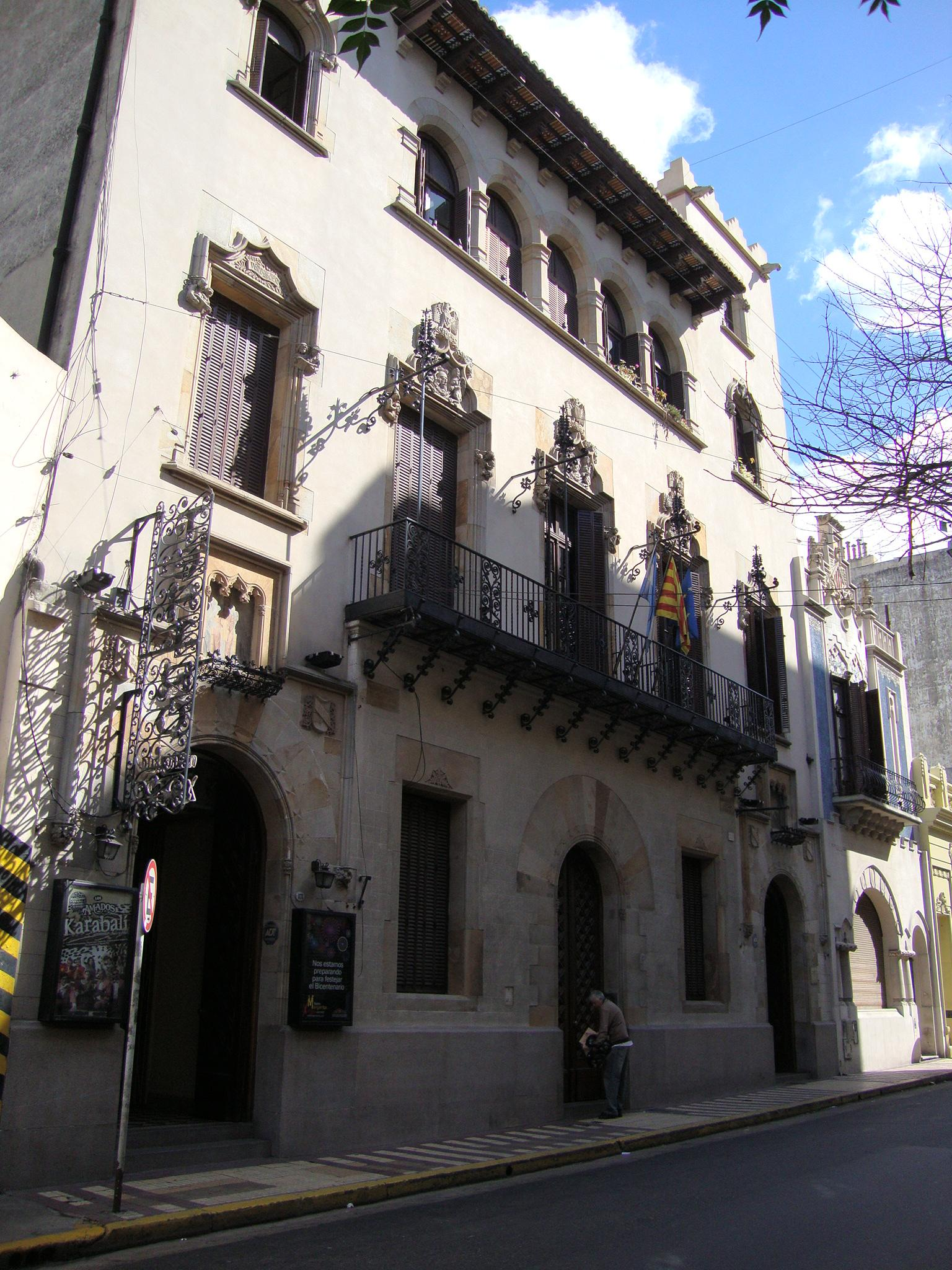
La fachada del Casal de Catalunya.

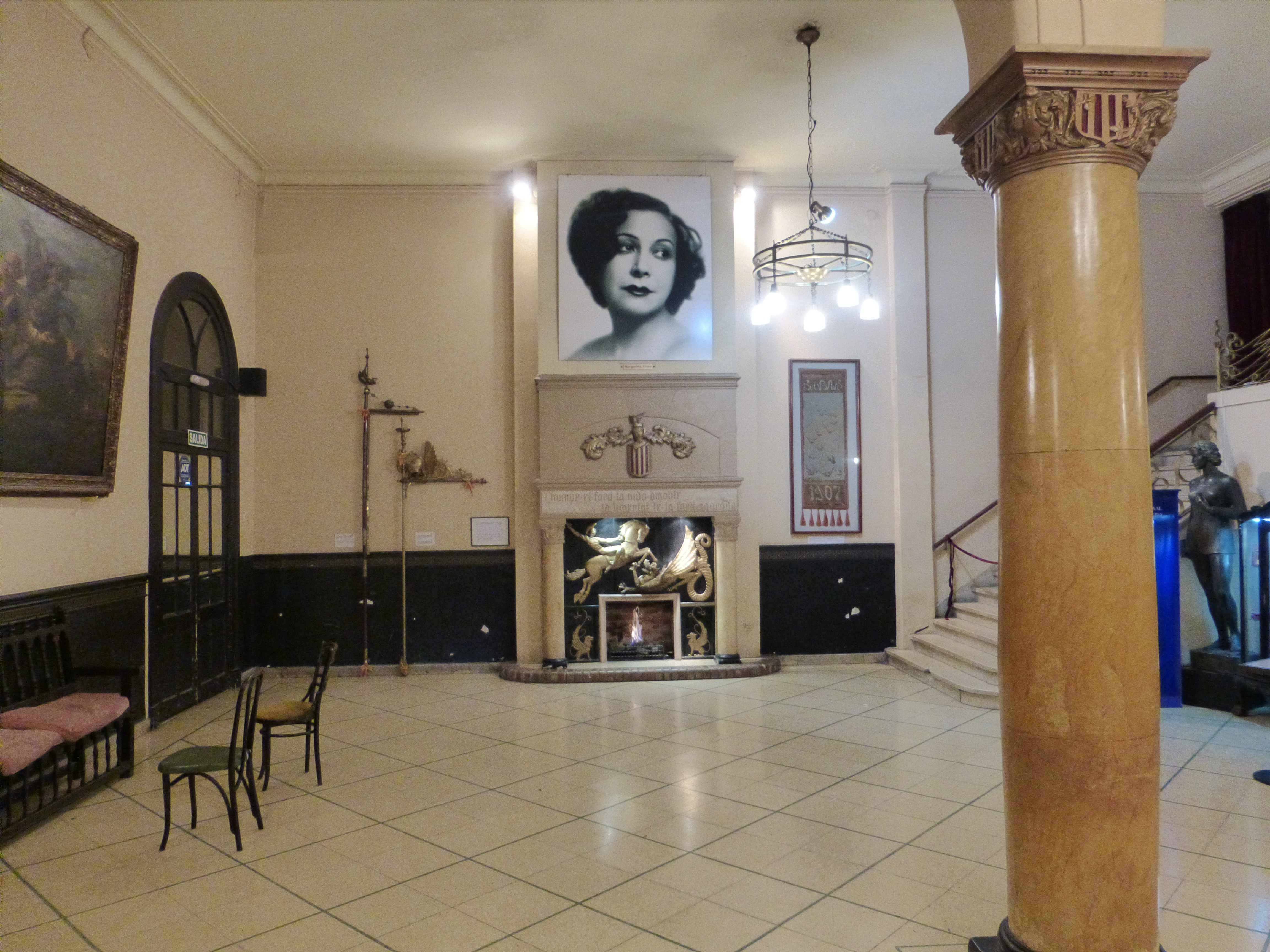
Vista del vestíbulo principal.

El Casal de Catalunya en Buenos Aires es un centro cultural de la comunidad catalana en Buenos Aires, Argentina. En él funcionan además el restaurante del Casal y el Teatro Margarita Xirgu. Se encuentra en la calle Chacabuco 863, en el barrio de San Telmo.
Es el casal catalán más antiguo del mundo, fuera de Cataluña, que mantiene su nombre de origen y la continuidad jurídica e institucional. Surgió en 1940 a partir de la unificación de dos instituciones anteriores, el Casal Català de Buenos Aires y el Centre Català de Buenos Aires.

## Historia
El Centre Catalá de Buenos Aires fue creado el 12 de junio de 1886, germen del actual Casal. En 1889 el miembro de la comunidad Lluís Castells y su esposa Elisa Uriburu adquirieron un terreno en la calle Chacabuco, cediéndolo por tiempo indefinido al gobierno español. Allí funcionaron en un principio no solo el Centre, sino además el Montepío de Montserrat (mutual), la Cámara de Comercio Hispano-Argentina (creada en 1887) y el Consulado de España.
En 1909 Castells compró la parcela contigua al norte, ubicada en la calle Chacabuco 855, y la cedió de igual forma. Allí se instaló la biblioteca "Pompeu Fabra", el restaurante y otras dependencias. Más tarde ambas construcciones se unificarían internamente al demoler la pared medianera.

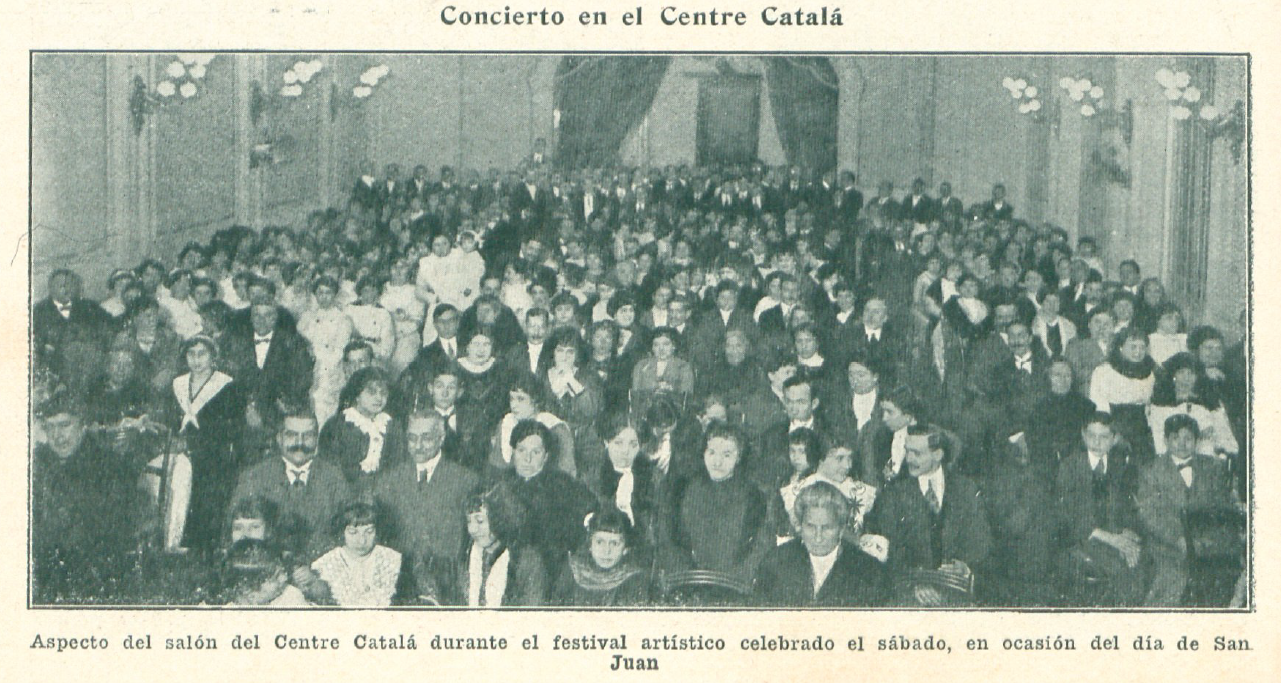
Concierto en el Centre Catalá de Buenos Aires en junio de 1913.

En 1913 el gobierno argentino canceló la personería jurídica al Centre por la realización de juegos por dinero sin habilitación, objetivo ajeno a los estatutos de la organización. El Casal hizo juicio contra el Estado argentino, con intervención de la embajada española. El conflicto judicial concluyó en 1916 con la restitución de la personería.
En 1924 la Cámara de Comercio y las dependencias diplomáticas abandonaron el edificio, de tal forma que el Estado español ofreció la propiedad al Centre Catalá y al Montepío. Este último renunció a su parte, y en 1927 el centro se transformó en propietario único gracias a un crédito a 30 años del Banco Hipotecario Nacional.
En la década de 1930 se pone en funcionamiento La Torre, en la localidad de Vicente López. Era un anexo deportivo donde se desarrollaban varias de las actividades del Casal. Este anexo fue vendido a mediados de la década de 1960. El lugar fue reemplazado por La Masia, una casa de campo ubicada en la localidad de Alejandro Korn. A su vez, La Masia debió ser vendida a fines de la década de 1980, durante la crisis económica que afectó al país.
En 1936 se inauguró con motivo del cincuentenario de la institución la nueva fachada que combinaba el estilo gótico florido barcelonés con elementos del modernismo catalán, obra de los arquitectos españoles Julián García Núñez y Eugeni Campllonch, y cuya inscripción indica a "Pauli y Coll" como constructores.

### Las organizaciones catalanas durante la Guerra Civil
La guerra civil española fue seguida "con efervescencia y emotividad por la sociedad argentina". La diferencia más notable entre la corriente de ayuda a la Segunda República que partió desde la Argentina y la respuesta de la colectividad catalana fue que, por cosiderar a Cataluña su patria, "centraron su actividad de socorro exclusivamente en las víctimas catalanas de la guerra y en el gobierno catalán".
Durante la Guerra Civil tanto el Centre Català como el Casal Català, funcionando como entidades separadas, sostuvieron política y económicamente a las víctimas catalanes del conflicto armado con el envío de cargamentos de medicina y alimentos. El Centre, institución más tradicional, mantuvo una postura más ambivalente que apuntaló a la rebelión franquista. La gran mayoría de catalanes de América, sin embargo, apoyó al gobierno de la Segunda República y se mantuvo fiel a las autoridades catalanas.

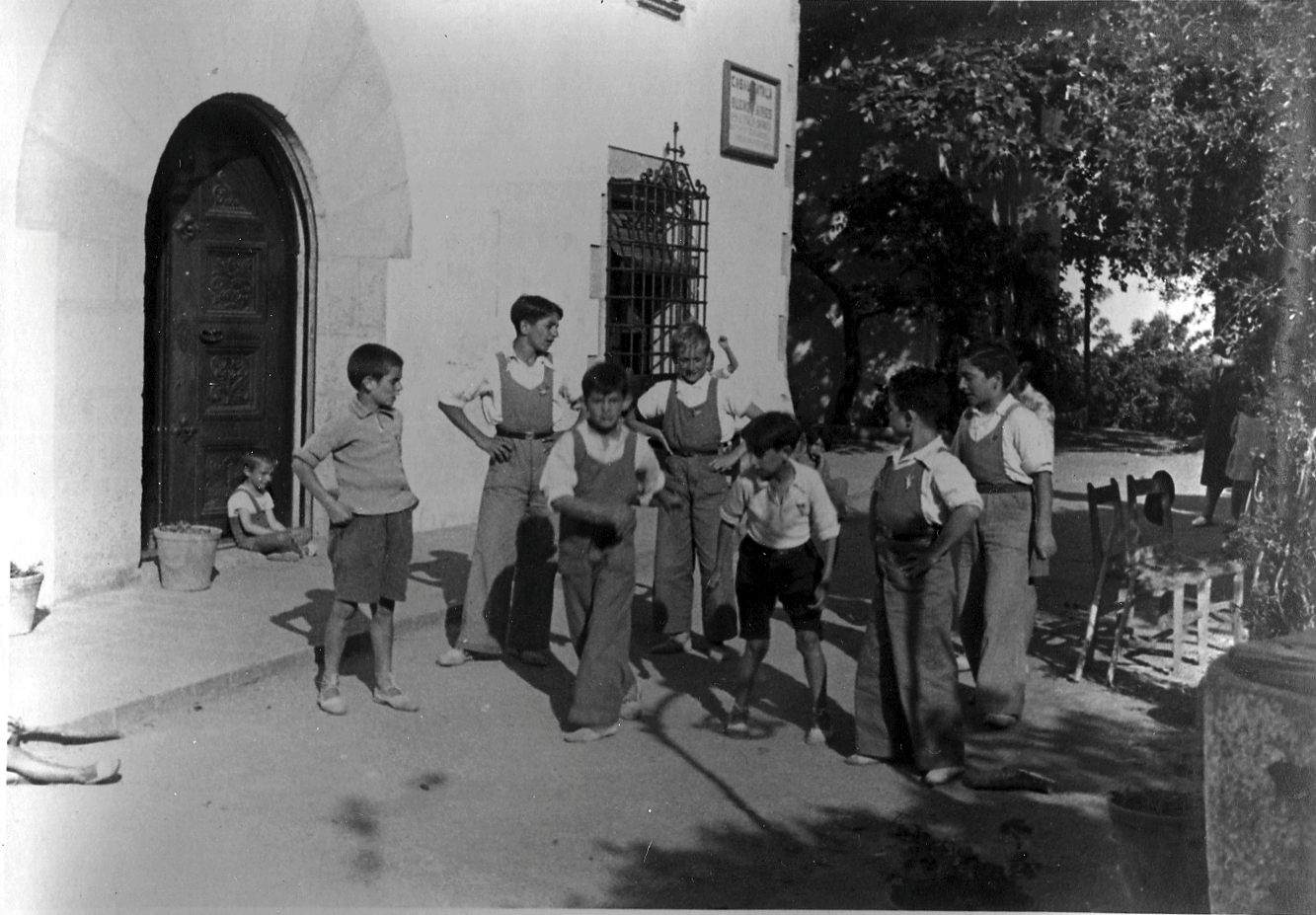
Niños pertenecientes a la Colonia infantil vasca de Mas d'Orca, financiada por el Casal.

El Casal, que dio desde el comienzo un apoyo declarado a la legalidad del gobierno republicano, fue la principal responsable de la colecta de víveres, medicamentos y otros elementos de ayuda humanitaria, aunque desde 1937 conflictos internos en la organización dificultaron la colaboración. Los esfuerzos de ayuda a la República se toparon en ocasiones con obstáculos impuestos por el gobierno argentino, que a pesar de su declarada neutralidad mantuvo frecuentemente una preferencia oficiosa hacia el bando franquista.
En el Casal surgió además una disputa sobre la actitud a tomar frente al cuerpo diplomático de la República Española. Los sectores más independentistas cuestionaban al presidente de la institución, el ingeniero Ramón de Fortuny, su cercanía con el embajador español Ossorio y Gallardo. El Casal además sostuvo una escuela para niños vascos refugiados en Cataluña, la Colonia infantil vasca de Mas d'Orca, luego de que el bando sublevado tomara el País Vasco.
Tras la victoria del franquismo, las instituciones catalanas en Buenos Aires continuaron enviando ayuda a los refugiados republicanos en Francia y otros países. En 1940 "la guerra y sobre todo su trágico desenlace propiciaron los intentos de reconstruir la cohesión de la colectividad", llevando a la disolución de ambas entidades y su unificación en una organización nueva, el Casal de Catalunya. El nuevo Casal mantuvo una fluida relación con la Generalidad de Cataluña en el exilio.

### Actividades
En el Casal se han realizado diversas actividades culturales y artísticas a lo largo de todo el siglo XX. Los anexos de La Torre y La Masía fueron los principales recintos para realizar aplecs, es decir reuniones entre miembros de la comunidad catalana. También se realizaban al aire libre, en diversos espacios públicos y frente a diferentes instituciones, incluyendo Obras Sanitarias de la Nación y Unione Benevolenza, entre otras locaciones. Duraban una jornada entera e incluían la realización de danzas tradicionales como sardanas y esbart.
Varias de estas actividades eran creadas y coordinadas por Ramón Mas, profesor de sardanas, entre comienzos de la década de 1930 y fines de la década de 1940. Luego ocupó su lugar Antonia Roura, que además era actriz, y coordinaba el grupo de arte escénico, y estuvo hasta fines de los años 70. En la década de 1950, con la influencia de la inmigración de posguerra, llegó la época de oro del Casal. Se alcanzó la cifra de 2500 socios en ese momento. Se han realizado también actividades en forma itinerante en las ciudades de Rosario, Mendoza, y Córdoba, entre otras.
Todas estas actividades fueron suspendidas a partir del golpe de Estado de 1976, por las dificultades y la represión sobre todo tipo de reuniones que impuso la dictadura gobernante. En julio de 1982 se estrenó "La canción de los Bárbaros",  un musical de protesta que solo estuvo en cartel pocas semanas.[cita requerida]
A partir de 1986, se comenzaron a realizar trovadas, que consisten en encuentros entre diferentes casales, en este caso de Argentina y de otros países del Cono Sur. Desde 1989, estos encuentros comenzaron a realizarse cada dos años. Ya en la década de 1990, Jordi Navarro, quien integraba el grupo de ballets, comenzó a coordinar los bailes de sardanas. A inicios del siglo XXI, subsiste la organización de los mismos, añadiéndose además la modalidad de sardana de puntos libres, una variante de la danza original.

## El edificio

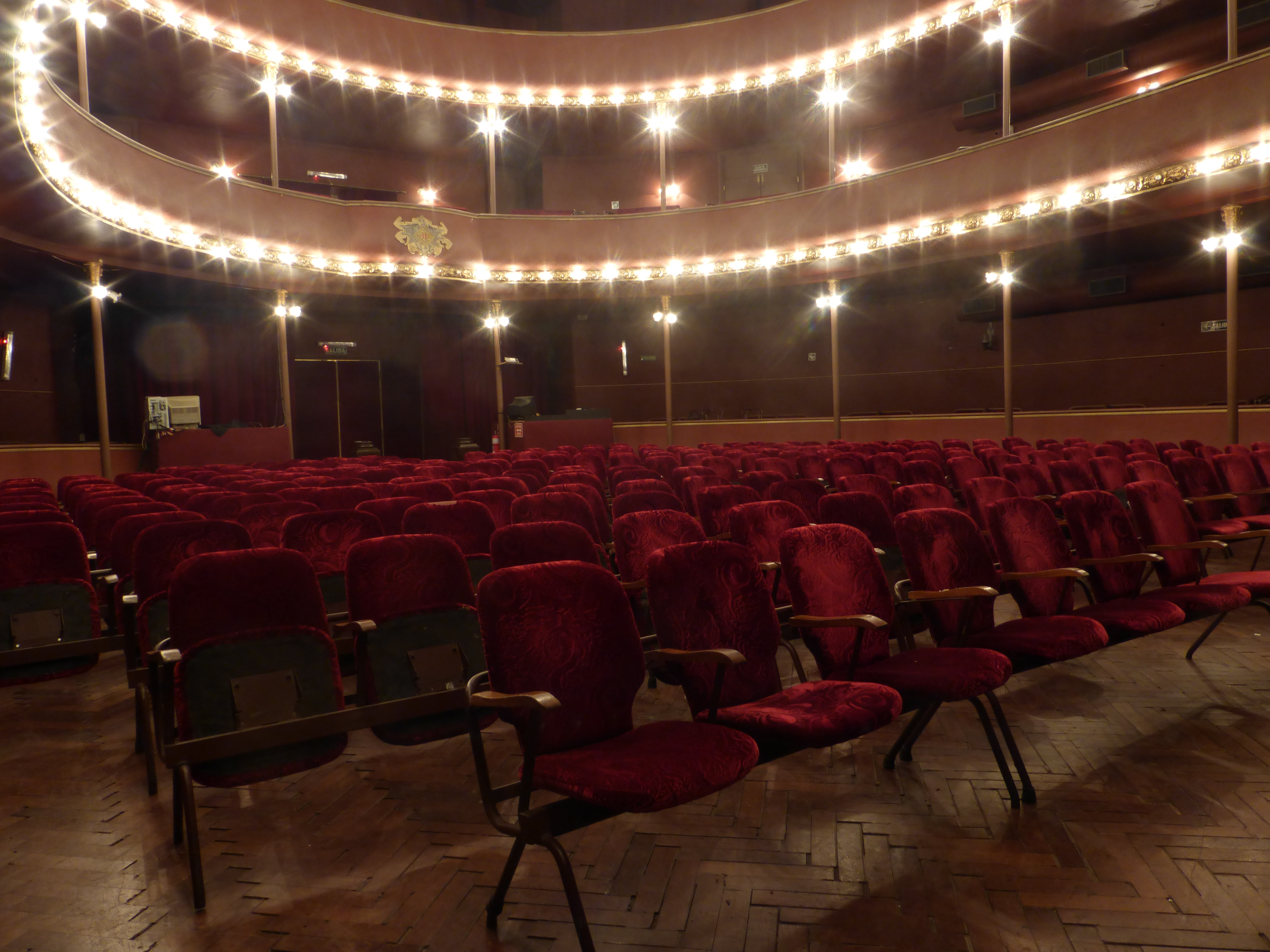
Interior del Teatro Margarita Xirgu

El edificio se destaca por su estilo modernista y muy ornamentado, que contrasta con las abundantes casas de más sobrio estilo italianizante de comienzos de siglo XX en los terrenos cercanos.
Accediendo al edificio, están la sala de convenciones, el saló Gaudí destinado a exposiciones, el saló blanc (foyer de la sala teatral) y la sala del Teatro "Margarita Xirgu". A su lado funciona el restaurante del Casal con capacidad para 100 comensales. Desde allí parte la escalera a los pisos superiores. En el primer piso funcionan salas auditorio y de exposiciones.